# Numa Pompilij
Večina podatkov o nastanku in razvoju Rimskega kraljestva ni podprta z zgodovinskimi pričevanji, ker so Galci v prvi plenitvi Rima popolnoma uničili državni arhiv in zabrisali vsako drugo sled za preteklostjo. Podatki, ki so na razpolago, so v glavnem povzeti po pripovedovanju Tita Livija, ki je v dobi rimskega cesarstva, pet stoletij po ukinitvi kraljevine, skušal predstaviti državo s čim bolj ugledno preteklostjo. Zato je vsebina tega članka v veliki meri legenda.
Po zapisih Tita Livija je Numa užival ugled zaradi svoje miroljubnosti in je bil po Romulovi čudni in skrivnostni smrti izvoljen za kralja. Poleg tega je bil Sabinec, s čimer so hoteli izravnati stara nasprotja med prebivalci Rima.
Čeprav sprva ni hotel postati kralj, ga je oče prepričal v vladavino, saj naj bi pomenila služenje bogovom. Njegovo vladanje je bilo zaznamovano z mirom in blaginjo.
Numa je reformiral rimski koledar, tako da je z dodatnima mesecema, januarjem in februarjem, uskladil lunino in sončevo leto. Območja okoli Rima je za lažje upravljanje razdelil na okrožja. Prišteva se mu tudi ustanovitev prvih rimskih cehov.
Med rimskimi kralji je bil Numa najbolj religiozen, saj je med svojim vladanjem vpeljal flamen, vestalke in pontife. Zgradil je tudi templja boginje Veste ter boga Janusa. Po izročilu naj bi med njegovo vladavino iz neba padel Jupitrov ščit, na katerem je bila zapisana usoda Rima. Numa je ukazal narediti 11 kopij tega ščita, ki so za Rimljane postale svete.
Kot miroljuben mož je Numa med prebivalce Rima širil vrednote pobožnosti in pravičnosti. Vrata templja boga Janusa tako niso bila odprta niti en dan, saj Numa v 41. letih svojega vladanja ni bil nikoli v vojnem sporu. Umrl je naravne smrti.